# Saint-Remy (Chimay)
Pour les articles homonymes, voir Saint-Remy.
Saint-Remy (en wallon Sint-Rmey) est une section de la ville belge de Chimay, situé en  Région wallonne dans la province de Hainaut.
C'était une commune à part entière avant la fusion des communes de 1977.

## Évolution démographique
- Sources : INS, Rem. : 1831 jusqu'en 1970 = recensements, 1976 = nombre d'habitants au 31 décembre.

## Histoire
Le samedi 22 avril 1944, au matin, les Allemands cernent le refuge d’aviateurs américains cachés dans le village, les arrêtent et les conduisent à Chimay pour un interrogatoire ou un simulacre de procès. Plus tard, ils les ramènent à Saint-Remy où ils assassinent les Américains les uns après les autres d’une balle dans la tête tandis que deux habitants du lieu, Henri Fontaine et Joseph Simon, qui les avaient aidés, sont déportés dans un camp de concentration en Allemagne d’où ils ne reviendront pas.

Documents d'enregistrement des déportés saint-remisiens dans les camps de concentration nazis
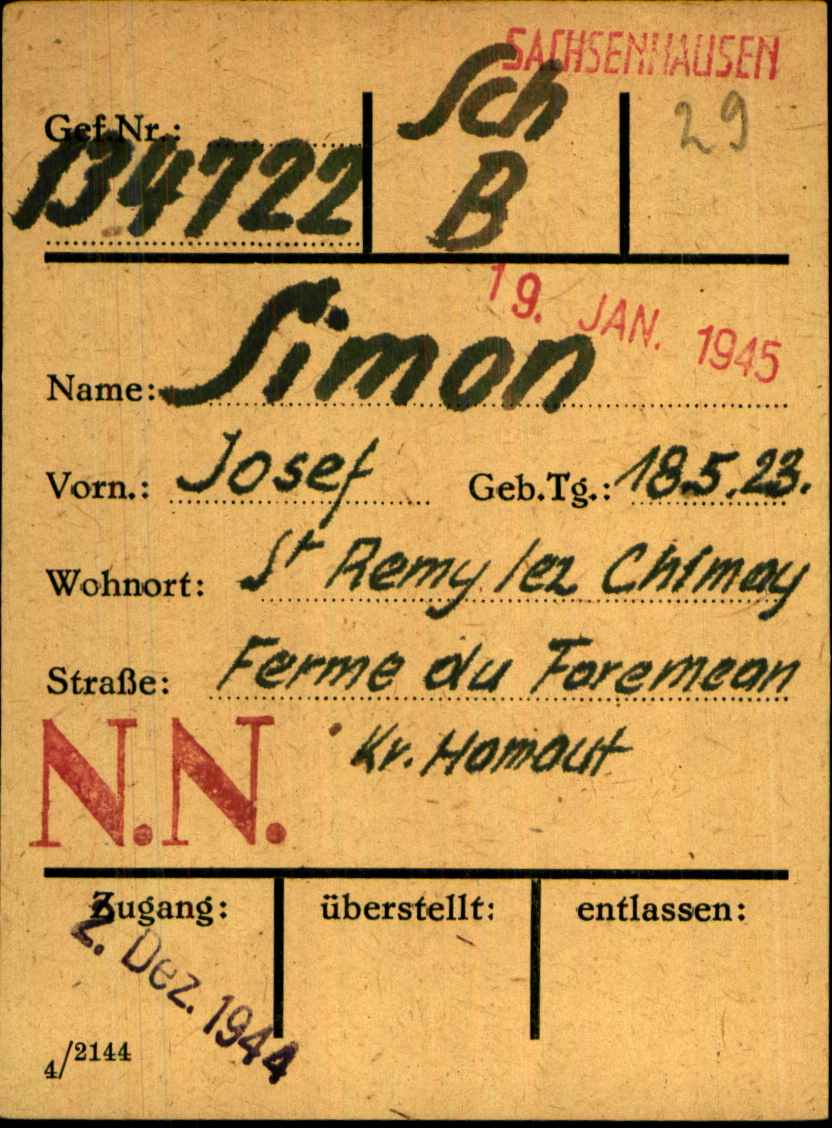
Joseph Simon (Dachau), marqué « N.N. » (Nacht und Nebel).
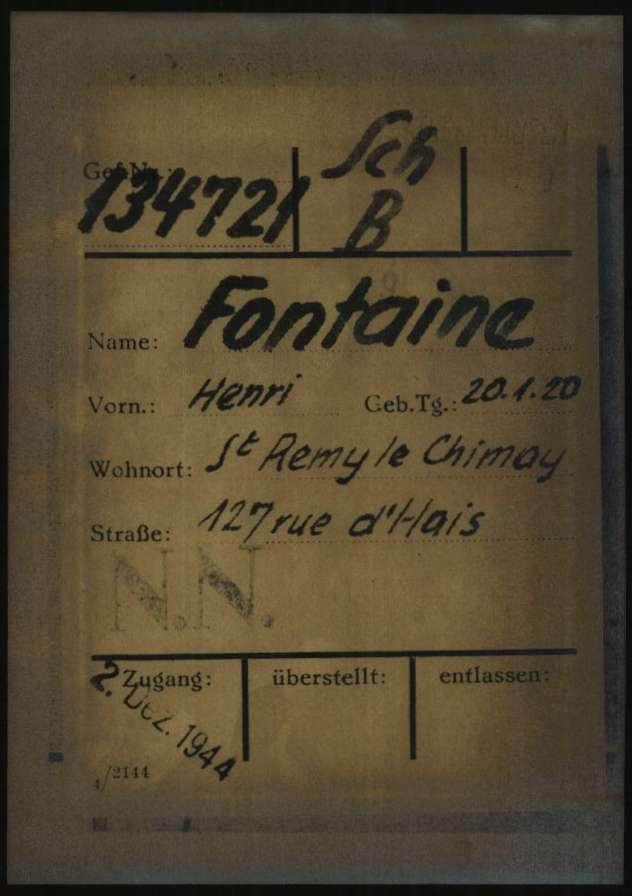
Henri Fontaine (Dachau), aussi marqué « N.N. ».
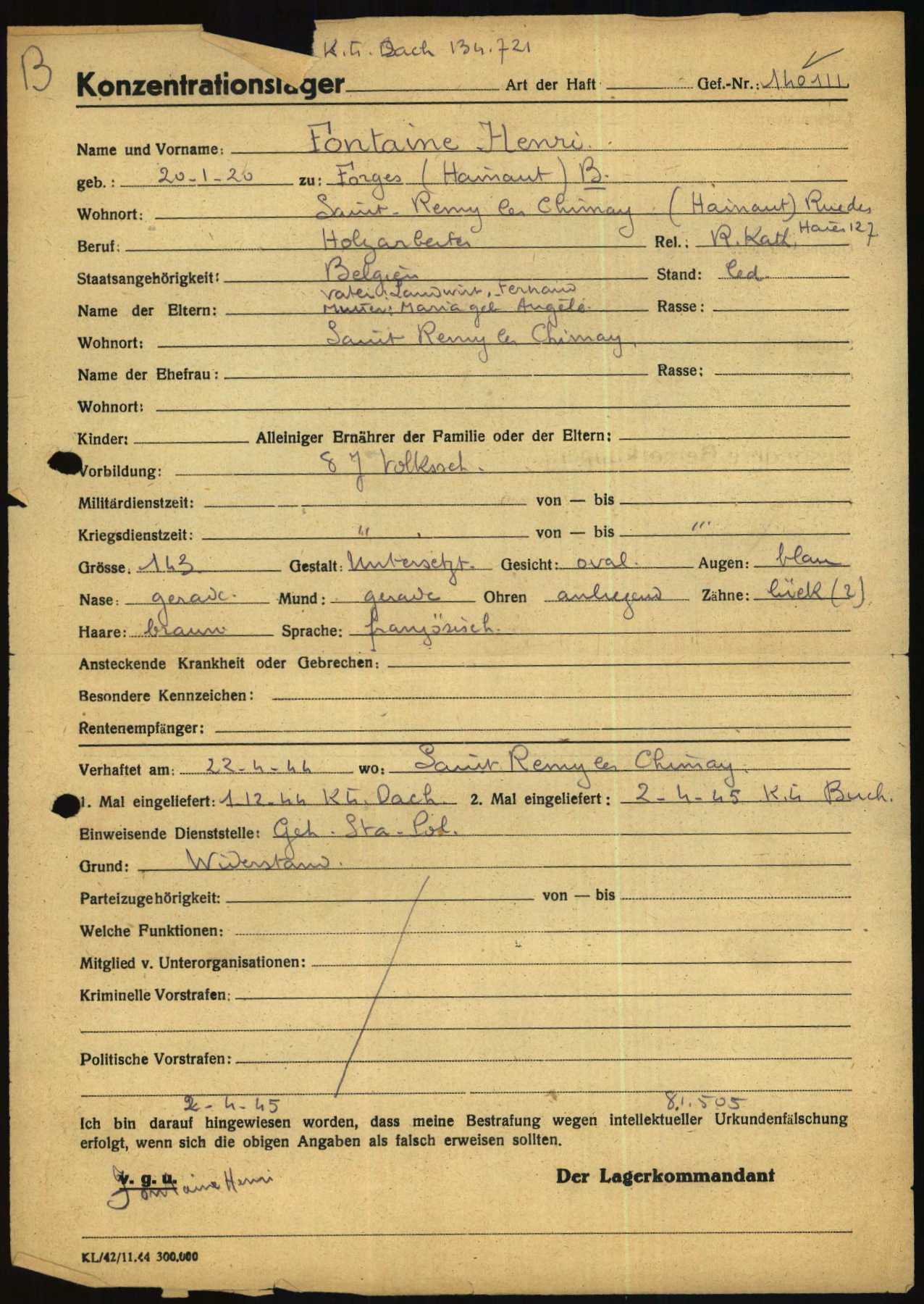
Henri Fontaine (Buchenwald); motif de déportation: « Widerstand » (Résistance).

Le 22 avril 1999, à l'instigation de M. Georges Reynaert, de Chimay, a été inaugurée une stèle en l'honneur de ces 10 victimes. Dans l'assistance se trouvait William Wolff, mitrailleur du B-17 tombé à Cerfontaine le 30 décembre 1943, venu spécialement des États-Unis rendre hommage à son coéquipier Vincent Reese, qui, à l'époque, avait été amené à Chimay par la Résistance et qui trouva la mort ici.

## Patrimoine et culture

### Patrimoine architectural
- Eglise Saint-Remy. Edifice composé de trois nefs classique de trois travées de 1734, transformées en 1836, et d'un chœur roman à chevet plat[1].
- Presbytère. Daté de 1744[2].
- Ferme de Thiérssart. Ancienne possession de l'abbaye du Jardinet à Walcourt, en 1606, un manoir rectangulaire à deux tours accompagné de bâtiments agricoles[3].